# Phallosembia andina
Phallosembia andina är en insektsart som beskrevs av Ross 2003. Phallosembia andina ingår i släktet Phallosembia och familjen Anisembiidae. Inga underarter finns listade i Catalogue of Life.